# ليون غوتس
ليون غوتس (بالإنجليزية: Leon Götz)‏ هو دبلوماسي وسياسي نيوزلندي، ولد في 12 سبتمبر 1892، وتوفي في 14 سبتمبر 1970. انتخب عضو مجلس النواب نيوزيلندا.